# Zosterops stalkeri
Zosterops stalkeri е вид птица от семейство Zosteropidae.

## Разпространение
Видът е разпространен в Индонезия.